# Убераба
Убераба е град и община в щата Минас Жерайс, югоизточна Бразилия. Намира се в бразилското плато на 823 метра над морското равнище на река Убераба и на 418 км (260 мили) от столицата на щата Бело Оризонти. Статутът на града е предоставен през 1856 г., а името му идва от езика тупи, което означава „ярка вода“. Към 2021 г. населението е 340 277 жители. Основан е през 1809 г. Средната годишна температура е около 23 °C. Намира се в часова зона UTC-3.

## История
Селището е създадено от майор Еустакио в началото на 19 век, като е част от бившата територия на щата Гояс до 1816 г. Селото е служило като спирка за търговци и мигранти, пътуващи между вътрешните райони.
Убераба е издигнат в енория през 1820 г., след което официално е наречен град през 1856 г.
Железопътната линия Mogiana достига до града през 1889 г, което води до подобряване на растежа на града, поради по-бързото придвижване на хора и стоки. 
Градът включва и квартал Пейрополис, палеонтологичен обект, разположен в селските райони на града. Понастоящем в него се намира Палентологичен изследователски център – Llewellyn Ivor Price (pt: Centro de Pesquisas Paleontológicas – Llewellyn Ivor Price) и музей, построен през 1992 г., кръстен в чест на бразилския палеонтолог Луелин Прайс, съдържащ фосили, открити в района.  Намерените изчезнали животни включват Пейрозавър и Уберабатитан.

## География

### Климат
Климатът на Убераба е тропически според Кьопен. Средната температура за годината е 21,9 °C (71,4 °F). Най-високата регистрирана температура е 40,2 °C (105,2 °F), която е регистрирана през октомври. Най-ниската регистрирана температура е -2,2 °C (28,0 °F), регистрирана през юли.
Има средно 86 дни с валежи, най-много през декември, а най-малко през юли.

### Демографски данни
През 2020 г. микрорегионът Убераба се състои от 7 общини с общо население от 397 481 жители на площ от 9 373 км² (3 618 кв. мили).

## Икономика
Убераба е един от най-големите производители на зърно в щата. По отношение на генерираните приходи, най-добрите селскостопански продукти са царевица, соя, кафе, памук и захарна тръстика. Градът е домакин на най-големия в света панаир на едър рогат добитък „Expozebu“, който се провежда през май, докато други събития и търгове се провеждат през следващите месеци.  
В сектора на услугите работят малко над половината от населението на Убераба, следван от преработващата промишленост и селското стопанство. Индустриалният сектор включва агробизнес, хранително-вкусова промишленост, облекло, стомана, минно дело, химически продукти, електронни устройства, домакински уреди и др. 
Товарите се транспортират до други градове по шосе и железопътен транспорт. 

### Селско стопанство: засадени култури (2006 г.)
- Банани: 28 ха.
- Кафе: 1000 ха.
- Портокали: 1410 ха.
- Мандарина: 168 ха.
- Памук: 3 145 ха.
- Ориз: 543 ха.
- Фъстъци: 100 ха.
- Картофи: 2190 ха.
- Захарна тръстика: 36 000 ха.
- Лук: 450 ха.
- Фасул: 1450 ха.
- Маниока: 1300 ха.
- Царевица: 50 000 ха.
- Соя: 100 000 ха.
- Сорго: 1250
- Домати: 240 ха.
- Пшеница: 336 ха.

### Земеделие (2006)
- Брой ферми: 1093
- Земеделска площ: 282 692 ха.
- Засадена площ: 105 000 ха.
- Площ на естествени пасища: 112 678
- Работници, свързани с производителя: 1764
- Работници, които не са свързани с производителя: 2 533

## Транспорт
Уберабасе обслужва от Летище Убераба Марио де Алмейда Франко.

## Известни личности
- Алфредо Мозер, бразилски механик и изобретател.
- Юу Камия, бразилско - японски писател, илюстратор.

## Популярна култура
Убераба е известен и с това, че е дом на филантропа и спиритуалист Шико Шавиер. Той е роден в Педро Леополдо през 1910 г., живеещ в Убераба от 1959 г. до смъртта си на 30 юни 2002 г. на 92-годишна възраст. Погребан е в града. 

## Побратимени градове
- Гояния, Бразилия.
- Рейноса, Мексико.
- Хайдарабад, Индия.